# Multicilia
Multicilia – rodzaj ameb należących do supergrupy Amoebozoa w klasyfikacji Cavaliera-Smitha.
Należą tutaj następujące gatunki :
- Multicilia marina Cienkowski,1881